# Доміно (Техас)
Доміно (англ. Domino) — місто (англ. town) в США, в окрузі Кесс штату Техас. Населення — 71 особа (2020).

## Географія
Доміно розташоване за координатами 33°15′50″ пн. ш. 94°6′40″ зх. д. / 33.26389° пн. ш. 94.11111° зх. д. (33.264004, -94.110991).  За даними Бюро перепису населення США в 2010 році місто мало площу 1,17 км², уся площа — суходіл.

## Демографія
Згідно з переписом 2010 року, у місті мешкали 93 особи в 36 домогосподарствах у складі 24 родин. Густота населення становила 79 осіб/км².  Було 43 помешкання (37/км²).
Расовий склад населення:
| - 65,6 % — чорних або афроамериканців - 34,4 % — білих |

До двох чи більше рас належало 0,0 %. Частка іспаномовних становила 1,1 % від усіх жителів.
За віковим діапазоном населення розподілялося таким чином: 20,4 % — особи молодші 18 років, 69,9 % — особи у віці 18—64 років, 9,7 % — особи у віці 65 років та старші. Медіана віку мешканця становила 49,3 року. На 100 осіб жіночої статі у місті припадало 72,2 чоловіків;  на 100 жінок у віці від 18 років та старших — 60,9 чоловіків також старших 18 років.
Середній дохід на одне домашнє господарство  становив 76 557 доларів США (медіана — 51 250), а середній дохід на одну сім'ю — 121 889 доларів (медіана — 74 167). За межею бідності перебувало 2,9 % осіб, у тому числі 0,0 % дітей у віці до 18 років та 20,0 % осіб у віці 65 років та старших.
Цивільне працевлаштоване населення становило 46 осіб. Основні галузі зайнятості: публічна адміністрація — 37,0 %, освіта, охорона здоров'я та соціальна допомога — 28,3 %, мистецтво, розваги та відпочинок — 23,9 %.